# Jorge Andrés Botero
 Jorge Andrés Botero Naranjo (nacido en 1975, Medellín, Colombia) es un expatinador de los años 90´s. En Estados Unidos estuvo corriendo en el equipo Roller Blade, donde obtuvo muchos de sus triunfos. En sus primeros años en el patinaje, se destaca hacia el año de 1997 la obtención de 8 medallas de oro, 2 de plata, y cuatro de bronce en competencias de EE. UU., Italia, Finlandia, Argentina, y Colombia. En 1999 obtuvo el segundo puesto en la Copa Europea de Maratones y en el Mundial de Chile logró 2 medallas de Bronce.